# Spartans Dnepr
Gli Spartans Dnepr sono una squadra di football americano di Dnipro, in Ucraina, fondata nel 2017.
Nel 2019 hanno partecipato alla Superleague in collaborazione coi Dnepr Rockets.

## Dettaglio stagioni

### Tornei nazionali

#### Campionato

##### ULAF Top Liga/ULAF League One (primo livello)
| Stagione | regular season | regular season | regular season | regular season | regular season | regular season | playoff | playoff | playoff | playoff | playoff | playoff          | playoff       |
|          | Vin            | Par            | Per            | Tot            | PF             | PS             | Vin     | Per     | Tot     | PF      | PS      | risultato        | avversaria    |
| -------- | -------------- | -------------- | -------------- | -------------- | -------------- | -------------- | ------- | ------- | ------- | ------- | ------- | ---------------- | ------------- |
| 2018     | 0              | 0              | 6              | 6              | 22             | 162            | -       | -       | -       | -       | -       | -                | -             |
| 2020     | 0              | 0              | 2              | 2              | 0              | 74             | 0       | 1       | 1       | 0       | 60      | Quarti di finale | Kiev Capitals |
| Totale   | 0              | 0              | 8              | 8              | 22             | 236            | 0       | 1       | 1       | 0       | 60      |                  |               |

Fonti: Enciclopedia del Football - A cura di Roberto Mezzetti

##### ULAF League7 (secondo livello)
| Stagione | regular season | regular season | regular season | regular season | regular season | regular season | playoff | playoff | playoff | playoff | playoff | playoff    | playoff       |
|          | Vin            | Par            | Per            | Tot            | PF             | PS             | Vin     | Per     | Tot     | PF      | PS      | risultato  | avversaria    |
| -------- | -------------- | -------------- | -------------- | -------------- | -------------- | -------------- | ------- | ------- | ------- | ------- | ------- | ---------- | ------------- |
| 2021     | 2              | 0              | 0              | 2              | 72             | 36             | 0       | 1       | 1       | 50      | 52      | Semifinale | Kiev Capitals |
| Totale   | 2              | 0              | 0              | 2              | 72             | 36             | 0       | 1       | 1       | 50      | 52      |            |               |

Fonti: Enciclopedia del Football - A cura di Roberto Mezzetti

### Riepilogo fasi finali disputate
| Anno              | Luogo | Evento     | Fase del torneo  | Incontro                         | Risultato |
| 27 settembre 2020 | Kiev  | League One | Quarti di finale | Kiev Capitals - Spartans Dnepr   | 60 - 0    |
| 15 agosto 2021    | Kiev  | League7    | Semifinale       | Kiev Capitals 2 - Spartans Dnepr | 52 - 50   |